# Alamis umbrinoides
Alamis umbrinoides là một loài bướm đêm trong họ Noctuidae.